# كسوف الشمس 26 نوفمبر 2076
سيحدث كسوف جزئي للشمس يوم الخميس 26 نوفمبر 2076. يحدث كسوف الشمس عندما يمر القمر بين الأرض والشمس ، وبالتالي يحجب صورة الشمس كليًا أو جزئيًا عن مشاهد على الأرض. يحدث كسوف جزئي للشمس في المناطق القطبية من الأرض عندما يغيب مركز ظل القمر عن الأرض.

## الخسوفات ذات الصلة

### كسوف الشمس 2076-2079
هذا الكسوف هو جزء من سلسلة كسوف الشمس 2076-2079. يتكرر الكسوف في كل 177 يومًا تقريبًا و 4 ساعات في العقد المتناوبة من مدار القمر.
| مجموعات سلسلة كسوف الشمس 2076-2079 | مجموعات سلسلة كسوف الشمس 2076-2079 | مجموعات سلسلة كسوف الشمس 2076-2079 | مجموعات سلسلة كسوف الشمس 2076-2079 | مجموعات سلسلة كسوف الشمس 2076-2079 |
| ---------------------------------- | ---------------------------------- | ---------------------------------- | ---------------------------------- | ---------------------------------- |
| عقدة تصاعدية                       | عقدة تصاعدية                       |                                    | عقدة تنازلية                       | عقدة تنازلية                       |
| ساروس                              | الخريطة                            | ساروس                              | الخريطة                            |                                    |
| 119                                | يونيو 1, 2076 جزئي                 | 124                                | نوفمبر 26, 2076 جزئي               |                                    |
| 129                                | مايو 22, 2077 كلي                  | 134                                | نوفمبر 15, 2077 حلقي               |                                    |
| 139                                | مايو 11, 2078 كلي                  | 144                                | نوفمبر 4, 2078 حلقي                |                                    |
| 149                                | مايو 1, 2079 كلي                   | 154                                | أكتوبر 24, 2079 حلقي               |                                    |

### ساروس 124
وهو جزء من ساروس 124 ، يتكرر كل 18 سنة و 11 يومًا ، يحتوي على 73 حدثًا.
- بدأت السلسلة بكسوف جزئي للشمس في 6 مارس 1049.
- وهي تحتوي على كسوف كلي من 12 يونيو 1211 إلى 22 سبتمبر 1968
- وكسوف هجين للشمس في 3 أكتوبر 1986.
- تنتهي السلسلة في العضو 73 ككسوف جزئي في 11 مايو 2347.

حدث أطول كسوف كلي في 3 مايو 1734 ، في 5 دقائق و 46 ثانية.
| أعضاء السلسلة 43-59 تحدث بين 1801 و 2100: | أعضاء السلسلة 43-59 تحدث بين 1801 و 2100: | أعضاء السلسلة 43-59 تحدث بين 1801 و 2100: |
| 43                                        | 44                                        | 45                                        |
| ----------------------------------------- | ----------------------------------------- | ----------------------------------------- |
| يونيو 16, 1806                            | يونيو 26, 1824                            | يوليو 8, 1842                             |
| 46                                        | 47                                        | 48                                        |
| يوليو 18, 1860 [الإنجليزية]               | يوليو 29, 1878 [الإنجليزية]               | أغسطس 9, 1896 [الإنجليزية]                |
| 49                                        | 50                                        | 51                                        |
| أغسطس 21, 1914 [الإنجليزية]               | أغسطس 31, 1932 [الإنجليزية]               | سبتمبر 12, 1950 [الإنجليزية]              |
| 52                                        | 53                                        | 54                                        |
| سبتمبر 22, 1968 [الإنجليزية]              | أكتوبر 3, 1986 [الإنجليزية]               | أكتوبر 14, 2004                           |
| 55                                        | 56                                        | 57                                        |
| أكتوبر 25, 2022                           | نوفمبر 4, 2040                            | نوفمبر 16, 2058                           |
| 58                                        | 59                                        |                                           |
| نوفمبر 26, 2076                           | ديسمبر 7, 2094                            |                                           |

### سلسلة ميتونيك
تتكرر السلسلة ميتونيك كل 19 عامًا (6939.69 يومًا) ، وتستمر حوالي 5 دورات. يحدث الكسوف في نفس تاريخ التقويم تقريبًا. بالإضافة إلى ذلك ، تتكرر سلسلة أكتون الفرعية 1/5 من ذلك أو كل 3.8 سنوات (1387.94 يومًا). تحدث جميع الكسوفات في هذا الجدول عند العقدة الصاعدة للقمر.  
| 21 من أحداث الكسوف ، تتقدم من الجنوب إلى الشمال بين 1 يوليو 2000 و 1 يوليو 2076 | 21 من أحداث الكسوف ، تتقدم من الجنوب إلى الشمال بين 1 يوليو 2000 و 1 يوليو 2076 | 21 من أحداث الكسوف ، تتقدم من الجنوب إلى الشمال بين 1 يوليو 2000 و 1 يوليو 2076 | 21 من أحداث الكسوف ، تتقدم من الجنوب إلى الشمال بين 1 يوليو 2000 و 1 يوليو 2076 | 21 من أحداث الكسوف ، تتقدم من الجنوب إلى الشمال بين 1 يوليو 2000 و 1 يوليو 2076 |
| يوليو 1–2                                                                       | أبريل 19–20                                                                     | فبراير 5–7                                                                      | نوفمبر 24–25                                                                    | سبتمبر 12–13                                                                    |
| 117                                                                             | 119                                                                             | 121                                                                             | 123                                                                             | 125                                                                             |
| ------------------------------------------------------------------------------- | ------------------------------------------------------------------------------- | ------------------------------------------------------------------------------- | ------------------------------------------------------------------------------- | ------------------------------------------------------------------------------- |
| يوليو 1, 2000 [الإنجليزية]                                                      | أبريل 19, 2004                                                                  | فبراير 7, 2008                                                                  | نوفمبر 25, 2011                                                                 | سبتمبر 13, 2015                                                                 |
| 127                                                                             | 129                                                                             | 131                                                                             | 133                                                                             | 135                                                                             |
| يوليو 2, 2019                                                                   | أبريل 20, 2023                                                                  | فبراير 6, 2027                                                                  | نوفمبر 25, 2030 [الإنجليزية]                                                    | سبتمبر 12, 2034                                                                 |
| 137                                                                             | 139                                                                             | 141                                                                             | 143                                                                             | 145                                                                             |
| يوليو 2, 2038                                                                   | أبريل 20, 2042                                                                  | فبراير 5, 2046                                                                  | نوفمبر 25, 2049                                                                 | سبتمبر 12, 2053                                                                 |
| 147                                                                             | 149                                                                             | 151                                                                             | 153                                                                             | 155                                                                             |
| يوليو 1, 2057                                                                   | أبريل 20, 2061                                                                  | فبراير 5, 2065                                                                  | نوفمبر 24, 2068                                                                 | سبتمبر 12, 2072                                                                 |
| 157                                                                             | 159                                                                             | 161                                                                             | 163                                                                             | 165                                                                             |
| يوليو 1, 2076                                                                   |                                                                                 |                                                                                 |                                                                                 |                                                                                 |

## روابط خارجية
- رسومات ناسا
- خريطة تفاعلية للكسوف من وكالة ناسا
- www.solar-eclipse.de - متوسط التغطية السحابية والمدن على طول مسار الكسوف
- رسومات ناسا